# Cornicione

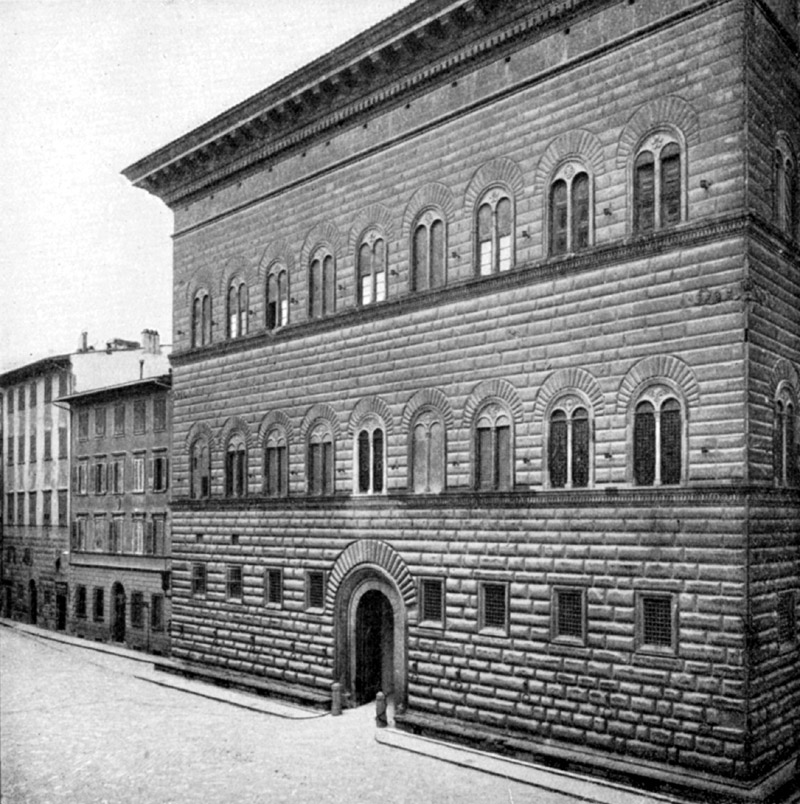
Palazzo Strozzi a Firenze è coronato da un notevole cornicione

Il cornicione è un elemento architettonico che svolge la funzione di terminazione superiore di un edificio. 

## Storia e descrizione

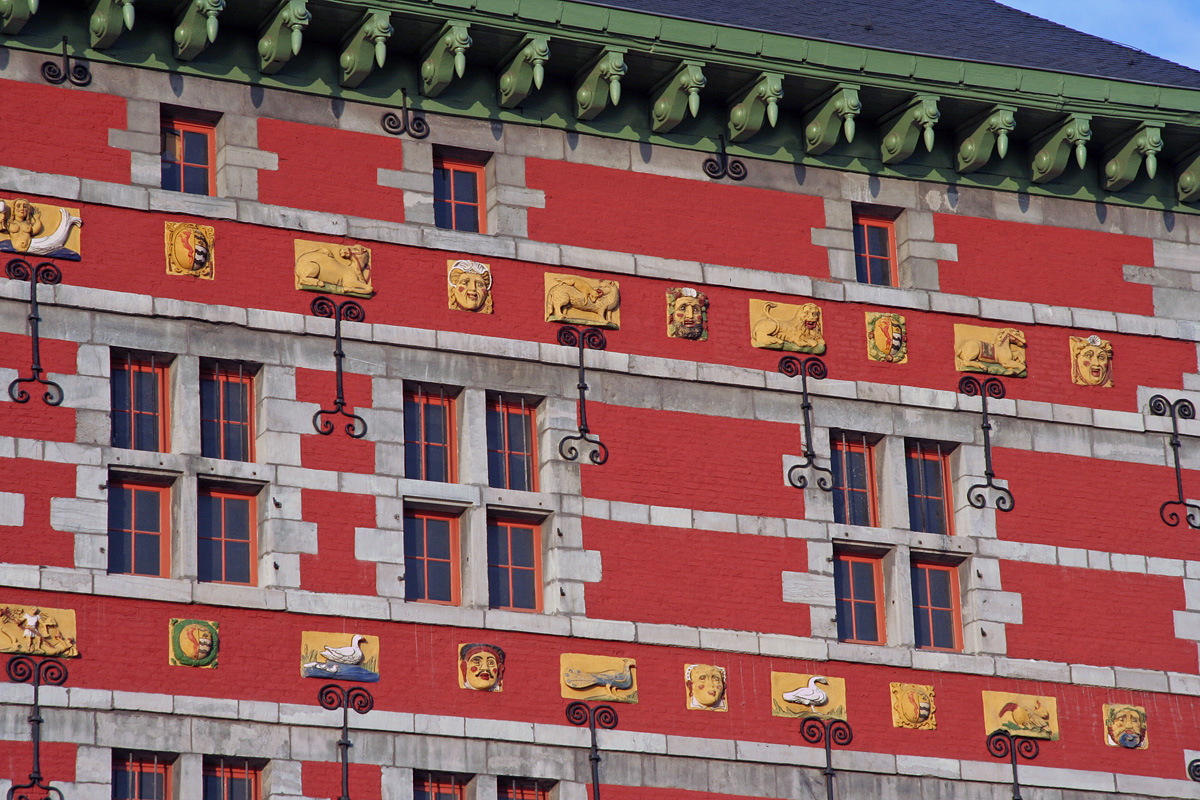
Palazzo Curtius (Liegi), cornicione

Presenta normalmente andamento orizzontale e sporge in modo più o meno accentuato rispetto alla parete esterna dell'edificio, decorato con modanature e talvolta mensole. Può assumere la forma di una cornice (con o senza modiglioni) o di una trabeazione, pur mancando degli elementi di sostegno degli ordini architettonici (semicolonne, paraste o lesena).
Le prime forme di cornice in pietra risalirono all'antico Egitto e presumibilmente derivarono da precedenti strutture lignee.
L'architettura greca grazie alla codificazione della trabeazione impose una forma ben precisa del cornicione che venne conservata parzialmente anche in epoca ellenistica e dai romani che ne mutarono infatti solo l'interpretazione, passando da un'espressione costruttiva a una maggiormente plastica.
Se il cornicione medioevale assunse una valenza per lo più funzionale, quello rinascimentale ritornò allo stile monumentale.